# Étang du Bois d'amour
L'étang (ou plan d'eau) du Bois d'amour était un étang artificiel créé en 1976 et situé à cheval sur les communes françaises de Plumelin et Locminé du département du Morbihan), au nord-ouest du centre-ville de Locminé. Sa superficie est d'environ 3 hectares (0,03 km2).

## Affluents et émissaires
L'étang était alimenté par des ruisseaux. Son émissaire est un affluent du Tarun. Le plan d'eau contenait une petite île boisée, de 100 m2 environ.

## Pêche
L'étang du Bois d'amour était classé en deuxième catégorie de pêche. Il était riche en poissons blancs (gardons, brèmes), en carpes et en carnassiers (brochets, sandres, perches). Un poste de handipêche y avait été aménagé.

## Parc
Les abords du plan d'eau avaient été aménagés en un parc familial et récréatif qui abritait aussi à l'occasion des manifestations sportives ou de loisirs.

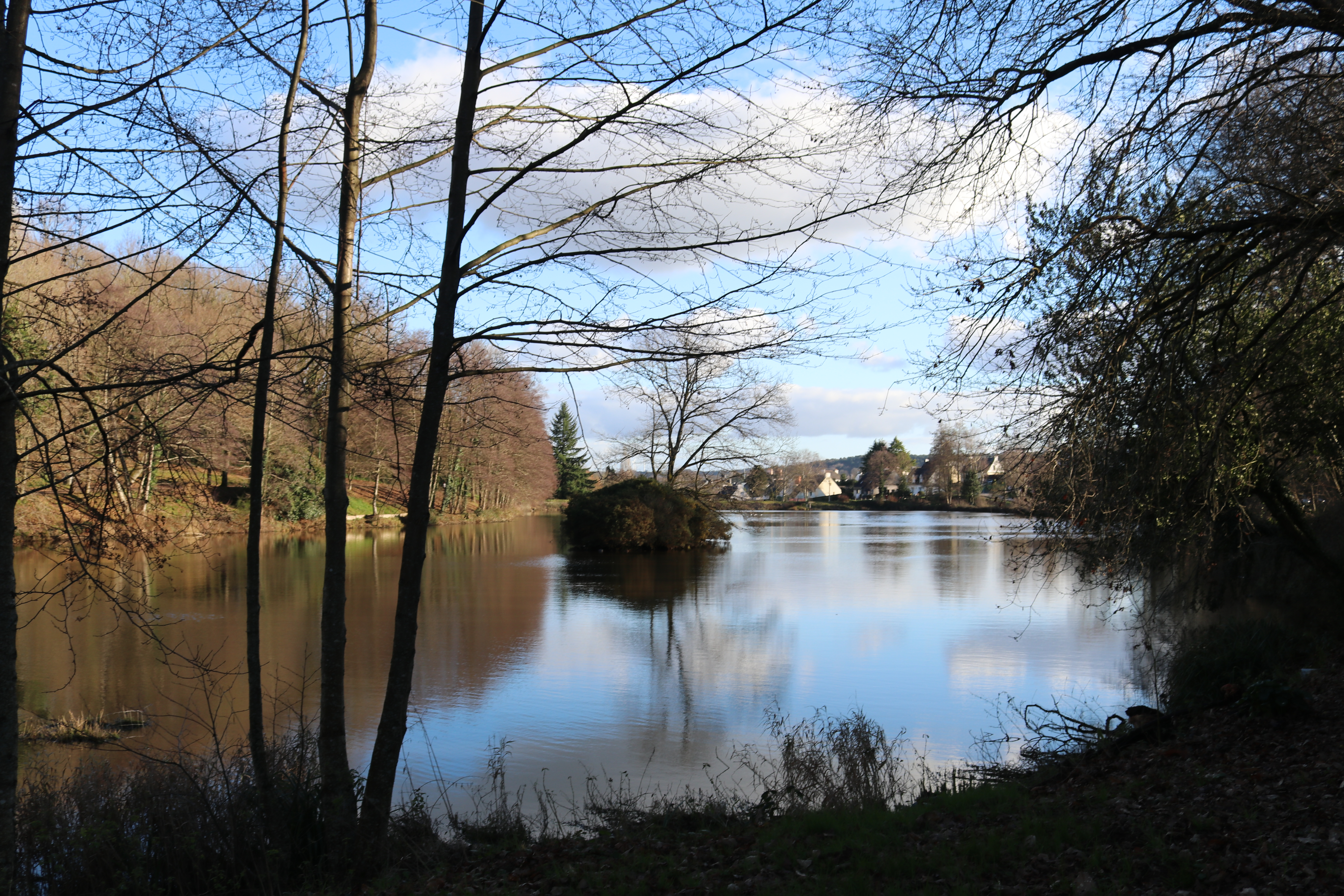
Ancien étang du Bois d'amour à Locminé.
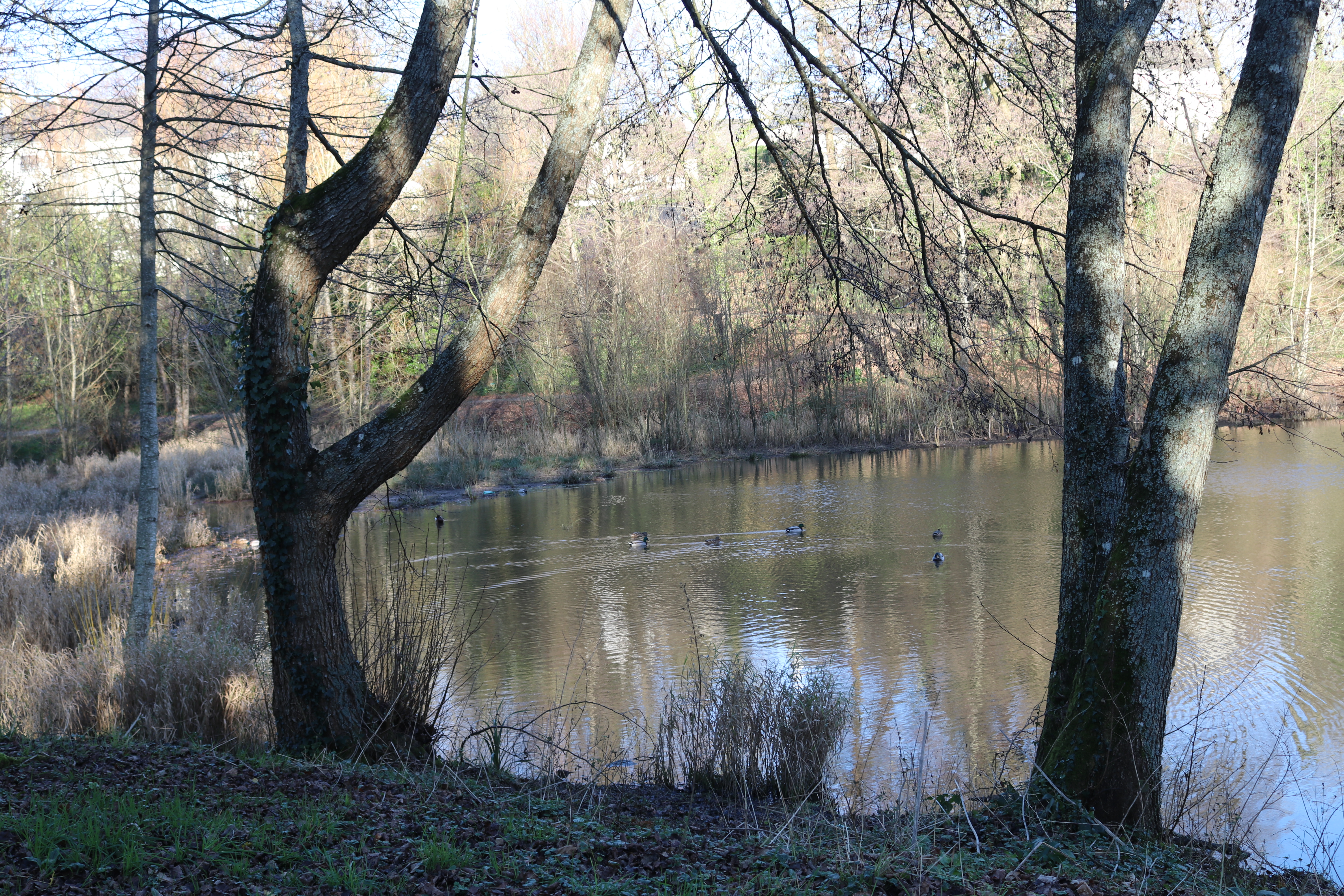
Ancien étang du Bois d'amour à Locminé.

## Suppression de l'étang et renaturation
Un vaste chantier de renaturation entraînant la suppression de l'étang du Bois d'Amour a été entrepris en 2023, le barrage de retenue du plan d'eau étant désormais considéré comme obsolète et étant un  obstacle à la circulation des poissons et des sédiments (l'étang était très envasé et la qualité de l'eau en baisse) : l'abaissement de la digue et la vidange du plan d'eau ont été décidées afin que la nature reprenne ses droits ; la disparition de l'étang va rétablir le cours naturel du Signan et, lorsque la végétation aura repoussé, de nouveaux aménagements légers seront décidés (diguettes paysagères retenant de petites retenues d'eau successives pour ralentir le cours de l'eau, chemins piétonniers, pistes cyclables, etc.